# Orthomarburgvirus
Genre
Taxons de rang inférieur
- Orthomarburgvirus marburgense
  - Virus : Virus de Marburg
  - Virus : virus Ravn

Orthomarburgvirus est un genre de filovirus comprenant l'unique espèce Orthomarburgvirus marburgense, qui regroupe elle-même deux formes génétiquement distinctes : le virus de Marburg et le virus Ravn .
Un filovirus appartient au genre Orthomarburgvirus si, :
- son génome contient un chevauchement de gènes ;
- son quatrième gène (GP) ne code qu'une seule protéine (GP1,2) ;
- les virions les plus infectieux ont une longueur d'environ 665 nm ;
- son génome diffère de celui du virus de Marburg de moins de 50 % au niveau des nucléotides ;
- sa réactivité antigénique est distincte de celle des virions du genre Orthoebolavirus.

Ces virus sont responsables de la fièvre hémorragique de Marbourg, une fièvre hémorragique virale semblable à celle induite par le virus Ebola.